# 卡尔-里夏德·弗赖
卡尔-里夏德·弗赖（德語：Karl-Richard Frey，1991年7月11日—），德国男子柔道运动员。他曾代表德国参加2016年和2020年夏季奥林匹克运动会柔道比赛，其中2020年奥运会获得一枚铜牌。